# Karin Mortensen
Karin Mortensen (Horsens, 26 de septiembre de 1977) es una exjugadora de balonmano danesa. Consiguió 2 medallas olímpicas de oro con el equipo nacional danés en los Juegos Olímpicos de 2000 en Sídney y en los Juegos Olímpicos de 2004 en Atenas,.
Además obtuvo el Campeonato Europeo de Balonmano Femenino de 2002, donde recibió el premio MVP del torneo.